# Харрис, Эд
Эд Ха́ррис (англ. Ed Harris, род. 28 ноября 1950, Энглвуд, Нью-Джерси, США) — американский актёр кино и телевидения, кинорежиссёр, сценарист и кинопродюсер. Четырёхкратный номинант на премию «Оскар» (1996, 1999, 2001, 2003) и обладатель двух премий «Золотой глобус» (1999, 2013). Наиболее известен по ролям в фильмах «Бездна», «Аполлон-13», «Скала», «Шоу Трумана», «Игры разума», «Оправданная жестокость» и «Аппалуза» и в сериале «Мир Дикого запада».

## Ранние годы
Эд Харрис родился в городе Энглвуд, что в штате Нью-Джерси, в семье турагента Маргарет и продавца Роберта, который пел в хоре вместе с Фредом Уорингом, а после работал в книжном магазине в Институте искусств Чикаго. Вырос будущий актёр в городе Тенафлай.
В школьные годы активно занимался спортом. Достиг значительных успехов в американском футболе и бейсболе, благодаря чему получил спортивную стипендию, позволившую ему поступить в престижный Колумбийский университет. Однако в скором времени занятия спортом наскучили Харрису, и уже в 1971 году, бросив учёбу, он перебрался в Оклахому, где на тот момент проживали его родители.

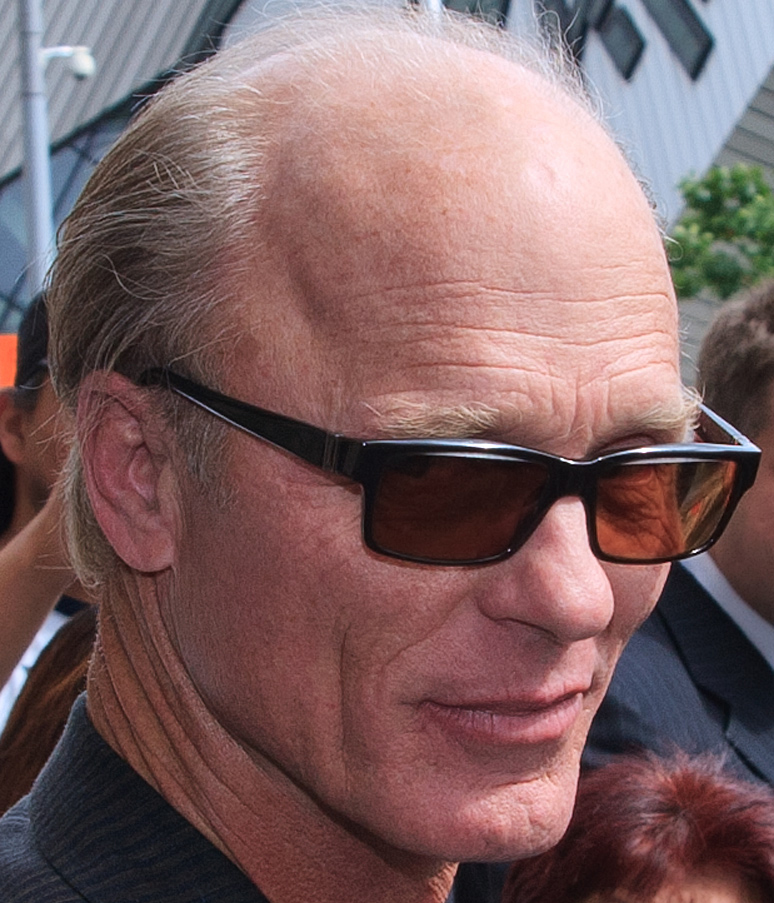
Эд Харрис на Кинофестивале в Торонто, 2010 год

Театром увлёкся в университете Оклахомы, который также вскоре покидает, отправляясь на поиски славы в Лос-Анджелес. Высшее образование актёр всё-таки получил в Калифорнийском институте искусств, но это произошло гораздо позже.

## Карьера
Как и большинство состоявшихся голливудских актёров, Харрис первое время работал на телевидении с небольшими ролями в сериалах и малозаметных телефильмах. Первой работой в большом кино стала небольшая роль в триллере Майкла Крайтона «Кома» (1978). В последующие несколько лет играет несколько небольших ролей в низкобюджетных малозаметных картинах. Наиболее заметной работой в этот период была роль в исторической драме Филипа Кауфмана «Парни что надо» (1983). Отсутствие в эти годы серьёзных ролей актёр компенсировал участием в различных театральных постановках.
Значительный импульс карьере актёра придала блестяще сыгранная главная роль в фантастическом триллере Джеймса Кэмерона «Бездна» (1989). Роль в этой картине приносит актёру мировую известность и несколько приглашений в высокобюджетные проекты. В 1990-е годы актёр с успехом снимается в ряде блокбастеров. Среди этих работ следует особо отметить боевик «Скала» (1996), где герой играет роль бригадного генерала Френсиса Хаммела, ставшего мятежником, чтобы помочь семьям своих павших солдат. Игра Харриса отличается глубоким психологизмом и драматизмом: несмотря на совершённое преступление, его персонаж вызывает сочувствие.

## Личная жизнь
С 1983 года женат на актрисе Эми Мэдиган, которая родила ему дочь Лили.

## Фильмография

### Кино
| Год  | Название на русском         | Оригинальное название              | Роль                               | Примечания            |
| ---- | --------------------------- | ---------------------------------- | ---------------------------------- | --------------------- |
| 1978 | Кома                        | Coma                               | второй сотрудник морга             |                       |
| 1980 | Пограничная полоса          | Borderline                         | Хотчкисс                           |                       |
| 1981 | Рыцари на колёсах           | Knightriders                       | Билли                              |                       |
| 1981 | Мечтай!                     | Dream On!                          | н/д                                |                       |
| 1982 | Калейдоскоп ужасов          | Creepshow                          | Хэнк Блейн                         | новелла: Father’s Day |
| 1983 | Под огнём                   | Under Fire                         | Оутс                               |                       |
| 1983 | Парни что надо              | The Right Stuff                    | Джон Гленн                         |                       |
| 1984 | Дополнительная смена        | Swing Shift                        | Джек Уолш                          |                       |
| 1984 | Места в сердце              | Places in the Heart                | Уэйн Ломакс                        |                       |
| 1985 | Залив Аламо                 | Alamo Bay                          | Шенг                               |                       |
| 1985 | Кодовое имя «Изумруд»       | Code Name: Emerald                 | Гас Лэнг                           |                       |
| 1985 | Сладкие грёзы               | Sweet Dreams                       | Чарли Дик                          |                       |
| 1987 | Уокер                       | Walker                             | Уильям Уокер                       |                       |
| 1988 | Убить священника            | To Kill A Priest                   | Стефан                             |                       |
| 1989 | Стилет                      | Jacknife                           | Дэвид «Студент» Фланниган          |                       |
| 1989 | Поле его мечты              | Field of Dreams                    | Голос                              | озвучка               |
| 1989 | Бездна                      | The Abyss                          | Вирджил «Бад» Бригман              |                       |
| 1990 | Состояние исступления       | State Of Grace                     | Фрэнки Флэннери                    |                       |
| 1991 | Пэрис Траут                 | Paris Trout                        | Гарри Сигрейвс                     |                       |
| 1992 | Американцы                  | Glengarry Glen Ross                | Дейв Мосс                          |                       |
| 1993 | Фирма                       | The Firm                           | Уэйн Тэрренс                       |                       |
| 1993 | Нужные вещи                 | Needful Things                     | шериф Алан Пенгборн                |                       |
| 1994 | Фарфоровая луна             | China Moon                         | Кайл Бодайн                        |                       |
| 1994 | Карманные деньги            | Milk Money                         | Том Уиллер                         |                       |
| 1995 | Справедливый суд            | Just Cause                         | Блэр Салливан                      |                       |
| 1995 | Аполлон-13                  | Apollo 13                          | Джин Кранц                         |                       |
| 1995 | Никсон                      | Nixon                              | Э. Ховард Хант                     |                       |
| 1996 | Око за око                  | An Eye For An Eye                  | Мак Макканн                        |                       |
| 1996 | Скала                       | The Rock                           | генерал Фрэнсис Хаммел             |                       |
| 1997 | Абсолютная власть           | Absolute Power                     | Сет Фрэнк                          |                       |
| 1998 | Шоу Трумана                 | The Truman Show                    | Кристоф                            |                       |
| 1998 | Мачеха                      | Stepmom                            | Люк Харрисон                       |                       |
| 1999 | Третье чудо                 | The Third Miracle                  | Фрэнк Шор                          |                       |
| 2000 | Пробуждая мертвецов         | Waking the Dead                    | Джерри Кармайкл                    |                       |
| 2000 | Мошенники                   | The Prime Gig                      | Келли Грант                        |                       |
| 2000 | Поллок                      | Pollock                            | Джексон Поллок                     |                       |
| 2001 | Враг у ворот                | Enemy at the Gates                 | майор Кёниг                        |                       |
| 2001 | Солдаты Буффало             | Buffalo Soldiers                   | полковник Берман                   |                       |
| 2001 | Игры разума                 | A Beautiful Mind                   | агент Уильям Парчер                |                       |
| 2002 | Просто мечта                | Just a Dream                       | взрослый Генри Старбак             | озвучка               |
| 2002 | Часы                        | The Hours                          | The Hours                          |                       |
| 2003 | Шоу века                    | Masked and Anonymous               | Оскар Вогель                       |                       |
| 2003 | Запятнанная репутация       | The Human Stain                    | Лестер Фарли                       |                       |
| 2003 | Радио                       | Radio                              | тренер Харольд Джонс               |                       |
| 2005 | Оправданная жестокость      | A History of Violence              | Карл Фогарти                       |                       |
| 2005 | Проживая зиму               | Winter Passing                     | Дон Холден                         |                       |
| 2006 | Два билета в рай            | Two Tickets to Paradise            | Мелвилль                           |                       |
| 2006 | Переписывая Бетховена       | Copying Beethoven                  | Людвиг ван Бетховен                |                       |
| 2007 | Прощай, детка, прощай       | Gone Baby Gone                     | детектив Реми Брессан              |                       |
| 2007 | Чистильщик                  | Cleaner                            | Эдди Лоренцо                       |                       |
| 2007 | Сокровище нации: Книга тайн | National Treasure: Book of Secrets | Митч Уилкинсон                     |                       |
| 2008 | У родного порога            | Touching Home                      | Чарли Уинстон                      |                       |
| 2008 | Аппалуза                    | Appaloosa                          | Верджил Коул                       |                       |
| 2010 | Единожды падший             | Once Fallen                        | Лиам                               |                       |
| 2010 | Путь домой                  | The Way Back                       | мистер Смит                        |                       |
| 2010 | Что случилось с Вирджинией? | What’s Wrong with Virginia         | шериф Дик Типтон                   |                       |
| 2011 | Бульвар спасения            | Salvation Boulevard                | доктор Пол Блейлок                 |                       |
| 2011 | Вот я какой                 | That’s What I Am                   | мистер Саймон                      |                       |
| 2012 | На грани                    | Man on a Ledge                     | Дэвид Инглендер                    |                       |
| 2013 | Пресная вода                | Sweetwater                         | шериф Джексон                      |                       |
| 2013 | Фантом                      | Phantom                            | Дмитрий Зубов                      |                       |
| 2013 | Кровью и потом: Анаболики   | Pain & Gain                        | Эд Дюбуа                           |                       |
| 2013 | Сквозь снег                 | Snowpiercer                        | Уилфорд                            |                       |
| 2013 | Гравитация                  | Gravity                            | центр управления полётами          | озвучка               |
| 2013 | Лицо любви                  | The Face of Love                   | Гаррет Мэтис / Том Янг             |                       |
| 2014 | Фронтера                    | Frontera                           | Рой                                |                       |
| 2014 | Самолёты: Огонь и вода      | Planes: Fire and Rescue            | Рейнджер Винт                      | мультфильм; озвучка   |
| 2014 | Цимбелин                    | Cymbeline                          | Цимбелин                           |                       |
| 2015 | Ночной беглец               | Run All Night                      | Шон Магуайр                        |                       |
| 2015 | Аддероловые дневники        | The Adderall Diaries               | Нил Эллиотт                        |                       |
| 2016 | —                           | Buried Child                       | Додж                               |                       |
| 2016 | И проиграли бой             | In Dubious Battle                  | Джой                               |                       |
| 2016 | Вне правил                  | Rules Don’t Apply                  | мистер Бренсфорд                   |                       |
| 2017 | Бесчестный                  | A Crooked Somebody                 | Сэм Вон                            |                       |
| 2017 | Мама!                       | mother!                            | мужчина                            |                       |
| 2017 | Кодахром                    | Kodachrome                         | Бен                                |                       |
| 2017 | Геошторм                    | Geostorm                           | Леонард Декком                     |                       |
| 2019 | Отчаянный ход               | The Last Full Measure              | Рэй Мотт                           |                       |
| 2020 | Сопротивление               | Resistance                         | генерал Паттон                     |                       |
| 2021 | Незнакомая дочь             | The Lost Daughter                  | Лайл                               |                       |
| 2022 | Топ Ган: Мэверик            | Top Gun: Maverick                  | контр-адмирал Честер «Хаммер» Кейн |                       |
| 2023 | Сова в центре города        | Downtown Owl                       | Гораций                            |                       |
| 2024 | Любовь истекает кровью      | Love Lies Bleeding                 | Лу-старший                         |                       |
| 2024 | Отбросы                     | Riff Raff                          | Винсент                            |                       |
| 2024 | Долгий день уходит в ночь   | Long Day’s Journey Into Night      | Джеймс Тайрон                      |                       |

### Телевидение
| Год       | Название на русском             | Оригинальное название          | Роль                              | Примечания                                          |
| --------- | ------------------------------- | ------------------------------ | --------------------------------- | --------------------------------------------------- |
| 1976      | Гиббсвиль                       | Gibbsville                     | Стив                              | эпизод: Trapped                                     |
| 1977      | —                               | Delvecchio                     | Дейви Бреснихан                   | эпизод: Cancelled Contract                          |
| 1977      | Удивительный Говард Хьюз        | The Amazing Howard Hughes      | Расс                              | телефильм                                           |
| 1978      | Досье детектива Рокфорда        | The Rockford Files             | Руди Кемпнер                      | эпизод: Kill the Messenger                          |
| 1978      | —                               | David Cassidy — Man Undercover | Бен                               | эпизод: Deadly Convoy                               |
| 1979      | Барнаби Джонс                   | Barnaby Jones                  | Гленн Морган                      | эпизод: School of Terror                            |
| 1979      | —                               | The Seekers                    | лейтенант Кларк                   | мини-сериал; 2 эпизода                              |
| 1979—1981 | Лу Грант                        | Lou Grant                      | Ральф Купер / Рик Райнер / Уоррен | телесериал; 3 эпизода                               |
| 1980      | Пришельцы идут                  | The Aliens Are Coming          | Чак Полчек                        | телефильм                                           |
| 1980      | Париж                           | Paris                          | Джон Дантли                       | эпизод: America the Beautiful                       |
| 1981      | Калифорнийский дорожный патруль | CHiPs                          | Лонни                             | эпизод: Vagabonds                                   |
| 1981      | Супруги Харт                    | Hart to Hart                   | Арнольд Хармон                    | эпизод: Hart of Darkness                            |
| 1982      | —                               | Cassie & Co.                   | н/д                               | эпизод: Lover Come Back                             |
| 1984      | Американский театр              | American Playhouse             | Джимми Уинг                       | эпизод: A Flash of Green                            |
| 1987      | Последний невиновный            | The Last Innocent Man          | Гарри Нэш                         | телефильм                                           |
| 1992      | Удачливые партнёры              | Running Mates                  | Хью Хэтэуэй                       | телефильм                                           |
| 1994      | Противостояние                  | The Stand                      | генерал Старки                    | мини-сериал; эпизод: The Plague; не указан в титрах |
| 1995      | Фрейзер                         | Frasier                        | Роб                               | эпизод: Leapin’ Lizards; озвучка                    |
| 1996      | Всадники полынных прерий        | Riders of the Purple Sage      | Джим Ласситер                     | телефильм                                           |
| 2005      | Эмпайр Фоллз                    | Empire Falls                   | Майлс Роби                        | мини-сериал; основная роль                          |
| 2012      | Игра изменилась                 | Game Change                    | Джон Маккейн                      | телефильм                                           |
| 2016—2022 | Мир Дикого запада               | Westworld                      | Человек в Чёрном                  | телесериал; основная роль                           |

### Игры
| Год  | Название                | Роль           | Примечания |
| ---- | ----------------------- | -------------- | ---------- |
| 2010 | Call of Duty: Black Ops | Джейсон Хадсон |            |

## Награды и номинации
| Год  | Название        | Роль                      | Награды и номинации |
| ---- | --------------- | ------------------------- | --- |
| 1989 | Стилет          | Дэвид «Студент» Флэнниган | Номинация — Премия «Золотой глобус» за лучшую мужскую роль второго плана — Кинофильм |
| 1992 | Американцы      | Дейв Мосс                 | Приз Международного кинофестиваля в Вальядолиде за лучшую мужскую роль |
| 1995 | Аполлон-13      | Джин Кранц                | Премия Гильдии киноактёров США за лучшую мужскую роль второго плана Номинация — Премия «Оскар» за лучшую мужскую роль второго плана Номинация — Премия «Золотой глобус» за лучшую мужскую роль второго плана — Кинофильм |
| 1998 | Шоу Трумана     | Кристоф                   | Премия «Золотой глобус» за лучшую мужскую роль второго плана — Кинофильм Номинация — Премия «Оскар» за лучшую мужскую роль второго плана Номинация — Премия BAFTA за лучшую мужскую роль второго плана |
| 2000 | Поллок          | Джексон Поллок            | также режиссёр Номинация — Премия «Оскар» за лучшую мужскую роль Номинация — Премия Satellite Awards за лучшую мужскую роль — драма |
| 2001 | Игры разума     | агент Парчер              | Номинация — Премия Satellite Awards за лучшую мужскую роль второго плана Номинация — Премия Гильдии киноактёров США за лучший актёрский состав в игровом кино |
| 2002 | Часы            | Ричард Браун              | Номинация — Премия «Оскар» за лучшую мужскую роль второго плана Номинация — Премия BAFTA за лучшую мужскую роль второго плана Номинация — Премия «Золотой глобус» за лучшую мужскую роль второго плана — Кинофильм Номинация — Премия Гильдии киноактёров США за лучшую мужскую роль второго плана Номинация — Премия Гильдии киноактёров США за лучший актёрский состав в игровом кино |
| 2005 | Эмпайр Фоллз    | Майлс Роби                | Номинация — Премия «Золотой глобус» за лучшую мужскую роль — мини-сериал или телефильм Номинация — Премия Satellite Awards за лучшую мужскую роль — мини-сериал или телефильм Номинация — Премия Гильдии киноактёров США за лучшую мужскую роль в телефильме или мини-сериале |
| 2012 | Игра изменилась | Джон Маккейн              | Премия «Золотой глобус» за лучшую мужскую роль второго плана — мини-сериал, телесериал или телефильм Номинация — Премия «Эмми» за лучшую мужскую роль второго плана в мини-сериале или фильме Номинация — Премия Гильдии киноактёров США за лучшую мужскую роль в телефильме или мини-сериале                                                                                           |